# Lower Allen
Lower Allen és una concentració de població designada pel cens dels Estats Units a l'estat de Pennsilvània. Segons el cens del 2000 tenia 6.619 habitants.

## Demografia
Segons el cens del 2000, Lower Allen tenia 6.619 habitants, 3.031 habitatges, i 1.851 famílies. La densitat de població era de 1.092,1 habitants/km².
Dels 3.031 habitatges en un 24,2% hi vivien nens de menys de 18 anys, en un 50% hi vivien parelles casades, en un 9,3% dones solteres, i en un 38,9% no eren unitats familiars. En el 34,5% dels habitatges hi vivien persones soles el 18,2% de les quals corresponia a persones de 65 anys o més que vivien soles. El nombre mitjà de persones vivint en cada habitatge era de 2,13 i el nombre mitjà de persones que vivien en cada família era de 2,73.
Per edats la població es repartia de la següent manera: un 19,3% tenia menys de 18 anys, un 5,1% entre 18 i 24, un 26,6% entre 25 i 44, un 24,7% de 45 a 60 i un 24,3% 65 anys o més.
L'edat mediana era de 44 anys. Per cada 100 dones de 18 o més anys hi havia 76,2 homes.
La renda mediana per habitatge era de 50.379 $ i la renda mediana per família de 61.964 $. Els homes tenien una renda mediana de 40.237 $ mentre que les dones 30.669 $. La renda per capita de la població era de 27.956 $. Entorn del 6,8% de les famílies i el 7,7% de la població estaven per davall del llindar de pobresa.

## Poblacions més properes
El següent diagrama mostra les poblacions més properes.